# Salmijärvet (Pajala socken, Norrbotten, 754197-179929)
Salmijärvet är en sjö i Pajala kommun i Norrbotten och ingår i Torneälvens huvudavrinningsområde.